# Istoria Azerbaidjanului
Istoria Azerbaidjanului, unul din cele mai vechi leagăne ale civilizației omenirii, este teritoriul etnic și patria istorică a azerilor care formau în perioada de început populația străveche a acestei țări.

## Așezarile vechi omenești
În partea de nord, de-a lungul lanțului principal Caucazian, se întinde granița dintre Azerbaidjan și Rusia. La vest aceasta este scăldată de Marea Caspica, iar la nord-vest si sud-vest se învecinează cu Gruzia si Armenia. O mare parte din teritoriul Azerbaidjanului o formează o câmpie întinsă înconjurată de lanțuri muntoase care treptat lasă locul șesului.  Locuitorii ținuturilor azere din antichitate, în lupta îndârjită pentru existență, au trecut la orânduirea gentilica, au format triburi, apoi statul și, în sfârșit, s-a format ca popor si națiune de sine stătătoare. 

## Peștera Azîh
Azerbaidjanul este una din cele mai vechi regiuni ale așezării omenești. In urma săpăturilor din renumita peștera Azîh, nu departe de orașul Fizulu, arheologii azeri au descoperit una din cele mai vechi așezări preistorice ale omului pe teritoriul Euroasiei din epoca paleoliticului (epoca de piatra). Aici, în stratul așel, alături de uneltele de munca si de resturile de mamifere, a fost descoperit un fragment al maxilarului omului fosil – azîhantrop. Prin cercetarea straturilor din peștera Azîh s-a reușit sa se urmărească succesiunea epocilor paleoliticului inferior (doșel, șel și așel) și paleoliticului mediu (mustier).

## Epoca paleolitului
În epoca paleoliticului mediu, in Azerbaidjan, după toate probabilitățile, deja se formase orânduirea gentilică. Următoarea etapa din istoria antică a omenirii, paleoliticul superior, a fost reprezentată in Azerbaidjan de descoperirile de obiecte în peșterile Talgar, Damjili, Iatag-eri. Arheologii au găsit aici plăci sub formă de cuțit, precum si unelte pentru șlefuit, pentru găurit, de cioplit, dălți, plăci microlitice confecționate din cremene, bazalt, obsidian si dolomită Oamenii din paleoliticul superior (de la 40 până la 12-10 mii ani in urmă) trăiau pe teritoriul Azerbaidjanului in peșteri. Aceștia își construiau locuințele in văi de-a lungul râurilor, in locuri unde se putea vâna. In timpul săpăturilor in straturile superioare din peșterile Taglar și Damdjîlî au fost descoperite oase de ren caucazian, capre de munte și alte animale sălbatice. La vânătoare participau grupuri mari de vânători, in special bărbați. Aceștia își confecționau singuri uneltele de munca si armele. Munca in grup a atins un nivel ridicat. 

## Mezolit
La începutul mileniului al X –lea înaintea erei noastre, locul epocii vechi de piatra a fost luat in Azerbaidjan de mezolit, epoca medie de piatra, perioada apariției arcului si săgeții. Fiind unul dintre primele mecanisme inventate de om, arcul si săgețile au favorizat trecerea treptată de la economia căreia îi erau caracteristice produsele luate direct din natură la cea de pregătire a produsului finit. In epoca mezolitului apar pe teritoriul Azerbaidjanului unelte de piatra în miniatură, microliți, se dezvoltă tehnica uneltelor pentru spart si se confecționează unelte compuse. Apar începuturile cultivării cerealelor si domesticirii animalelor. 
Mezoliticul se prelungește până în mileniul al VIII-lea î.e.n., apoi acesta este înlocuit de neolitic, epoca noua de piatră (mileniile VII-VI î.e.n.). 

## Neolit
Monumente din perioada neoliticului pe teritoriul Azerbaidjanului au fost descoperite în grota Damajîlî din Gobustan, Kiulipete aproape de Nahicivan, lângă muntele Kilikdag din jurul văii Ghianjai (în raionul Hanlar) In neolitic oamenii deja începuseră să se ocupe cu olăritul, să ardă vase din lut de diferite forme și cu destinație diversă, care a jucat un roi însemnat în modul de viață al acestora, ușurându-le munca de pregătire a hranei și de depozitare a produselor. Astfel de vase au fost descoperite în Ianâktepe lângă Tebriz, Firuztepe lângă satul Hasanlî pe țărmul de sud-vest al lacului Urmi (Rezaie), în Hanlar și Gobustan. Incă din perioada timpurie a neoliticului apar ocupațiile de prelucrare primitivă a pământului si de creștere a animalelor. Materialele arheologice vorbesc convingător despre faptul că în epoca târzie a neoliticului se dezvoltă economia de prelucrare a pământului si creșterea animalelor. Chiar la sfârșitul mileniului al III-lea – inceputul mileniului II î.e.n., în cele mai dezvoltate regiuni din Azerbaidjan se creează principalele premize pentru apariția primelor clase sociale, a civilizației orășenești timpurii si a formațiunilor statale timpurii. Destrămarea orânduirii primitive de obște și trecerea la formarea relațiilor timpurii de clasă în diferite regiuni din Azerbaidjan deja la sfârșitul mileniului al II-lea î.e.n. este atestată nu numai de inegalitatea considerabilă materială și socială, dar și de apariția, în special in zona Priurmi, a unor formațiuni politice mici.

## Formațiunii statale primare
Cea mai mare dintre acestea era Zamua care a apărut la începutul mileniului I î.e.n. Nu mai puțină importanță au avut-o domeniul Nikdiarî (Mekdiarî) și regatul Alabaria, alături de care deseori se amintește țara Karalla. Aici se afla, de asemenea, statul Ghilzan în care asirii intreprindeau adesea campanii. Locuitorii din Ghilzan au reușit să-și păstreze o perioadă îndelungată independența. Numai atunci când au fost amenințați de năvălirea asirilor, ei au fost nevoiți să plătească stăpânitorilor tribut. Aproximativ la sfârșitul sec. al IX-lea î.e.n., Ghilzan a fost asimilat de urarți. De asemenea, a existat țara Mesi care a fost populată de triburile militare care se ocupau cu creșterea cailor, cămilelor și care au dezvoltat ocupația de creștere a animalelor cornute mici si mari. De asemenea, trebuie amintite țările Andia și Zikerta. 
În partea de sud a Azerbaidjanului si în teritoriile învecinate existau domeniile: Ninni cu centru în orașul Aridu, Șurdira unde conducea Artasaru, Harruna, Smesi, Ulmania, Adau, Harmasa, Sanghibuti, Puluadi și altele. Multe dinte acestea trebuia să plătească bir asirilor încă de la începutul sec. al IX-lea î.e.n. în timpul lui Așurnasirapala al II-lea. Aici locuiau, de asemenea, diverse triburi: teurlaiții, sunbiiții, kumurdiiții, daliiții și altele. 

## Societățiile din sudul Azerbaidjanului
Deja din a doua jumătate a sec. al IX-lea î.e.n., in raionul Priurmia se conturează domeniul Manna. Intr-o serie de regiuni din partea de sud a Azerbaidjanului ramura principală a economiei in acea perioada era prelucrarea pământului și totodată irigarea acestuia, iar in celelalte regiuni populația se ocupa cu creșterea animalelor. În regiunile din jurul bazinului Urmiei un rol important l-a avut creșterea cailor. Aici au fost construite canale de unde era irigate câmpiile întinse, s-a dezvoltat cu succes producția meșteșugărească și s-a format cultura specifică. 
Izvoarele asire și urarte de la începutul mileniului I î.e.n. amintesc despre o mulțime de așezări, orașe, „orașe regești”, capitale cu fortărețe puternice, ziduri de apărare, citadele, palate, etc. 
Societățile Zamua, Allabri, Ghilzana, judecând după letopisețele împăraților asiri si după materialele arheologice, cunoșteau deja în sec. IX î.e.n. împărțirea pe clase. Acestea erau conduse de împărați și aveau capitale proprii. Despre împărțirea pe clase si inegalitatea materială din acea perioadă vorbesc mormintele marlite, hasanlușe, kalurașe și altele. 
Resursele bogate de materii prime, agricultura dezvoltată și meșteșugurile au favorizat extinderea comerțului nu numai între regiunile de sine stătătoare dar și cu alte țări. Încă din cele mai vechi timpuri teritoriul din Azerbaidjan era străbătut de drumurile comerciale internaționale care legau acest ținut cu țările din Occident și Orient. Datele despre cultura materială, diversele imagini pe ceramică, pe articole din metal cu subiecte epice și din mitologie, caracterele folosite și alte obiecte vorbesc despre cultura și lumea spirituală bogată a populației din acest ținut. 

## Triburile
Civilizația care se referea la perioada apariției pe teritoriul din Azerbaidjan a societăților timpurii împărțite pe clase, a fost creată de triburile locale, kutii, lulubeii, huritaii, maneii, se poate, parțial de kasițiii si alții. Se știu foarte puține lucruri despre apartenența de limbă a acestor triburi, cu excepția huriților. Unii învățați leagă limba hurită de limbile din Caucazul de Nord-Est. Nu este exclus ca acestei familii să aparțină și limba vorbită de kutiiși. 
În raioanele din sudul Azerbaidjanului și în teritoriile învecinate, înainte de mileniul I î.e.n., și uneori și mai târziu, etnosurile locale reprezentau cultura etnică dominantă, forța economică și politică. La hotarul dintre mileniile II și I î.e.n., sau chiar la începutul mileniului I, în regiunile din partea de sud a Azerbaidjanului au apărut triburi noi, purtătoare a dialectelor iraniene. 
Judecând după mărturiile culturii materiale, regiunile nordice din Azerbaij se deosebeau puțin de majoritatea uniunilor de triburi din sudul Azerbaidjanului în ceea ce privește nivelul economic și cultural. În orice caz, la începutul mileniului I î.e.n., o majoritate însemnată a triburilor din raioanele din partea de nord a Azerbaidjanului trăia deja în condițiile ultimului stadiu al apariției societății pe clase și trecerii la societatea timpurie pe clase. Totuși, in general, nivelul de dezvoltare socială a societătilor din partea de nord a Azerbaidjanului a fost ceva mai scăzut în comparație cu cel al celor din partea de sud a Azerbaidjanului, unde încă nu existau formațiuni statale. 

## Regatul Manna
Pericolul invaziilor din partea vecinilor de temut, în primul rând din partea asirienilor, a făcut ca triburile din raionul Urmia să se unească. Încă din a doua jumătate a sec. IX î.e.n. a început să se formeze regatul Manna, fiind prima formațiune statală mare pe teritoriul Azerbaidjanului. Populația din Manna era preponderent sedentară. Capitala regatului Manna a fost o perioadă îndelungată orașul-cetate Izirtu (Zirta). În cadrul acestui regat a avut loc procesul consolidării etnice: conducătorii regatului Manna s-au ocupat nu numai de recucerirea pământurilor ocupate, dar și de unirea într-un stat unitar a populației împrăștiată în diferite regiuni. 
În anii 20 sec. IX î.e.n. Manna deja ocupa o parte însemnată din teritoriul raionului Urmia. Puterea suveranului era destul de mare, deși se limita la diverse organe din societatea gentilică. În Manna exista aristocrația influentă – gentilică și militară; deja au apărut aici contradicții sociale adânci, se ducea lupta atât în interiorul clasei dominante cât și între conducătorii de la vârf și păturile largi sociale. Formarea și consolidarea statului Manna a avut loc în condițiile luptei îndârjite împotriva incursiunilor permanente ale împăraților assiri si Urartului vecin. 
În primele secole ale mileniului I î.e.n., un rol important în viața din regiune au început sa-l joace triburile iraniene venite din stepele sudice rusești, care au năvălit aici, probabil, la granița dintre mileniile II și I î.e.n. Manna și-a extins într-o măsură însemnată posesiunile în perioada împăratului Ahșeri (care a condus țara până în anii 50 sec. VII î.e.n.). Ultima mărturie despre Manna din cunoscuta „Cronică Ghedda” se referă la anul 616 î.e..n.

## Statul Atropatena
La jumătatea sec. al VI-lea î.e.n. imperiul Midia a căzut și teritoriul acesteia a intrat in componența statului Azerbaidjan. În timpul ahemenizilor raioanele sudice ale Azerbaidjanului au intrat în așa numita Media despotică. Însemnătatea Mediei în istorie, a moștenirii sale culturale, în speță, în istoria Azerbaidjanului, este enormă. Prezența mai mult de două secole a teritoriului din partea de sud a Azerbaidjanului în componența Mediei satrape, colonizarea aici a grupurilor etnice de midieni au urgentat procesul de fuziune a triburilor locale cu midienii. În anii 30 sec. VI î.e.n. statul persan al Ahemenizilor s-a năruit sub loviturile armatelor lui Alexandru Macedon, iar ceva mai târziu și imperiul făurit de aceștia. 
În anii 20 ai aceluiași sec. IV î.e.n. in Azerbaidjanul de Sud, care ocupa partea teritoriului Mediei, satrapul ahemenid Atropat a intemeiat statul de sine stătător Atropatena. În legătură cu acest eveniment Strabon scria: „Media se împarte în două părți. Una se numește Media Mare, iar cealaltă Media Atropatică; această denumire provine de la comandantul militar Atropat care nu a permis ca această țară, ca parte a Midiei Mari, să se afle, de asemenea, sub stăpânirea macedonenilor. Într-adevăr, Atropat, proclamat împărat, a transformat această țară din proprie inițiativă intr-o țară independentă, urmașii săi căsătorindu-se cu prinți armeni si sirieni și mai târziu cu prinți parțieni.... aceasta este o țară destul de însemnată în ceea ce privește puterea militară, deoarece aceasta poate pune la dispoziție 10 000 de călăreți si 40 000 de infanteriști..” 
Atropat și succesorii apropiați ai acestuia a trebuit să ducă o luptă îndârjită cu „centralismul” unuia dintre cei mai capabili comandanți de oști ai lui Alexandru Macedon, Seleucos, care a cucerit în ultimul deceniu al sec IV î.e.n. pe foștii satrapi iranieni. La sfârșitul anilor 20 sec. III î.e.n. Artabazan, împăratul Atropatenei, conducător remarcabil de oști și om de stat, a fost obligat să recunoască puterea superioară a lui Antioh II, împăratul seleucizilor. Totuși, așa după cum atestă izvoarele scrise, deja în anii 60 sec II î.e.n., se poate chiar și mai devreme, Atropatena ducea din nou o politica independentă. 
Spre mijlocul sec. al II-lea î.e.n., în partea de răsărit apare o nouă forță agresivă, parțienii, care înainte de domnia lui Antioh al III-lea au cucerit câteva regiuni din partea de răsărit a Mediei Mari. Aproximativ în a doua jumătate a sec. II î.e.n., parfienii și-au consolidat pozițiile și în Atropatena, deși consolidarea influenței acestora nu a împiedicat statul Atropatena să-și mențină suveranitatea. 
La sfârșitul sec. al II-lea î.e.n. în Atropatena a fost construit un oraș-cetate mare, Fraaspa, care a devenit capitala de iarnă a monarhilor atropateni și a jucat un rol important în cadrul evenimentelor militare și politice de la sfârșitul sec. I î.e.n.

## Albania Caucaziană

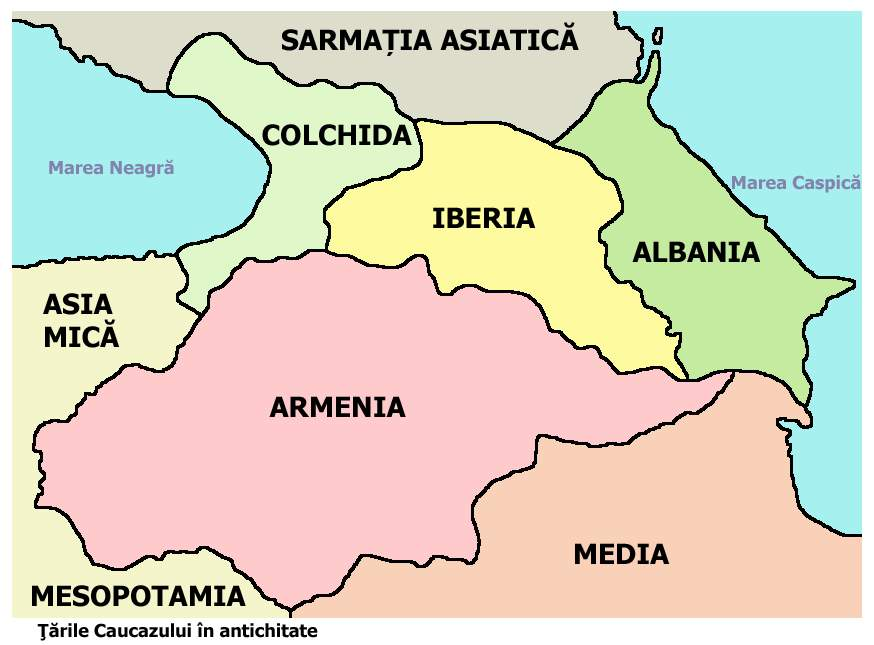

O altă formațiune statală timpurie însemnată, apărută în partea de nord a Azerbaidjanului de azi (Aran), a fost Regatul Alban. Teritoriul Albaniei Caucaziene se întindea de la Caucazul Mic și cursul inferior al râului Kura până la ramificațiile nord-estice ale lanțului muntos Caucazul Superior. Albanii, după cum scrie Strabon, trăiau „între iberi și Marea Caspică”. Conform datelor prezentate de Ptolomeu, Albania se învecina în nord cu o parte din Sarmatia, la vest cu Iberia, la sud cu Armenia. Cu toate că granițele politice ale Albaniei nu erau stabile și se schimbau adesea, se poate considera, în general, că teritoriul acestei țări cuprindea în epoca elenistică o parte din teritoriul actualului Azerbaidjan și raioanele sudice ale Daghestanului. 
Condițiile naturale din Albania se caracterizează printr-o mare varietate. Conform datelor prezentate de autorii antici si de săpăturile arheologice, această țară ni se înfățișează ca o țară bogată și roditoare, un ținut cu populație densă. Despre triburile care au locuit aici aflăm încă de la autorii greco-romani. Autorii antici, vorbind despre albani, amintesc de frumusețea acestora, statura lor înaltă, părul de culoare deschisă și ochii căprui. După cum presupun antropologii, acestea sunt trăsăturile caracteristice ale populației aborigene antice, de tip caucazian, reprezentată și în prezent pe scară largă în raioanele muntoase din Azerbaidjan, Daghestan și din alte regiuni ale istmului caucazian. În ceea ce privește componența etnică, Albania antică era o țară destul de pestriță. Conform datelor autorilor din antichitate, numărul triburilor albaneze ajunsese la 26. Unele dintre acestea se numeau utii, sodii (țodî, isadiși), gardmani, este posibil, ainiani,anariachi și alții. Un oarecare rol în etnogeneza triburilor albaneze l-au avut, în mod vădit, helii, lehii, silvii (cilbii), lupenii (lpinii), didurii (lidoii) și alte triburi care pot fi considerate ca făcând parte din grupurile etnice albane. Datele arheologiei și, parțial ale izvoarelor scrise, arată că uniunea tribală albaneză exista deja în a doua jumătate a mileniului I î.e.n. 
Pe teritoriul Albaniei au locuit și triburi care nu erau de origine albană, statornicite aici în diferite timpuri. Printre acestea erau și grupuri iraniene, în deosebi în regiunile de nord-vest ale Albaniei, în Sacasena și Cambisena, precum și în fâșia de la Caspica, unde în primele secole e.n. deja exista statul Mascut. Datele obținute în urma săpăturilor arheologice arată în general că Albania din a doua jumătate a mileniului I î.e.n. și din primele secole e.n. era o regiune cu o economie statornică și dezvoltată de prelucrare a pământului, cu un comerț dezvoltat și producție meșteșugărească. Totuși în unele raioane din Albania au locuit și grupuri de populație nomadă. Construcțiile pentru irigare de diferite tipuri, începând de la cele grandioase, ale căror urme au fost descoperite în stepa Mugan și terminând cu cele mai simple în stepa Mili, în raionul Șamhor și alte locuri, vorbesc despre munca organizată și creatoare a populației din Albania în a doua jumătate a mileniului I î.,e.n. și primele secole ale e.n. Cel mai ridicat nivel de dezvoltare în Albania acelor vremi l-au cunoscut pomicultura, legumicultura, viticultura și vinificația, precum și culturile tehnice. În izvoarele scrise s-au păstrat date despre dezvoltarea în antichitate, la triburile de pe țărmul Caspicei, a creșterii a cailor și a pescuitului. Un loc important în economia populației din Albania îl ocupa creșterea păsărilor. 
Raioanele cu munți înalți din Albania au fost valorificate din punct de vedere economic nu numai în ceea ce privește creșterea animalelor ci și a dezvoltării metalurgiei încă din epoca bronzului. În vremurile din antichitate albanezii extrăgeau fier, aramă, aur. Au fost puse începuturile extracției de minerale de jasp, agate, calcedon, ametist și alte pietre semiprețioase. Materialele arheologice permit să se vorbească despre un nivel ridicat al producției meșteșugărești practicată de triburile care au populat Albania antică. Cu ocazia săpăturilor, în așezările din Albania s-au descoperit multe cuptoare pentru arderea oalelor și a altor articole din lut de diferite forme, un număr însemnat de vase din lut cu forme tradiționale: ulcioare mari pentru uz casnic, urcioare mici, bidoane, vase diverse, potire, străchini ...... 
În Albania s-au dezvoltat diverse forme ale artei aplicate: gravură pe piatră, oase, lemn, se fabrica sticla, exista meșteșugul țesutului... Albania Caucaziană era strâns legată prin drumurile comerciale de multe țări din lumea antică. Datele arheologice atestă legăturile strânse ale populației din Albania, în special cu Armenia dar și cu alte triburi din Transcaucazia, Platoul iranian, Asia Mică, Siria, Egipt, regiunile Mării Egee, precum și cu Caucazul de Nord, zona Precaucaziană, Bazinul Volga, regiunile din partea de nord a bazinului Mării Negre și Europei de Vest. Toate acestea au stimulat dezvoltarea orașelor și a vieții în acestea. Autorii din antichitate (Strabon, Plinius, Ptolomeu) numesc peste 30 de orașe destul de mari și renumite și alte așezări pe teritoriul Albaniei istorice. 
Un eveniment important în viața Albaniei în cea de a doua jumătate a sec. I e.n. l-a constituit instalarea dinastiei parte Arsacide care s-a aflat la conducere, cu mici întreruperi, până la începutul sec. al VI-lea. Noua casă regală a Arsacizilor a dus o politică flexibilă, consolidând pozițiile Albaniei pe plan extern. Conform datelor autorilor din antichitate care s-au păstrat până în zilele noastre, conducătorului Albaniei „i-a revenit ca moștenire câmpia albaneză cu partea ei muntoasă, începând de la râul Erax (Arax) până la cetatea denumită Hnarakert...”. 
Judecând după datele respective, tot malul stâng al râului Kura, de la cotitura râului Arax până la raionul actualei Acstafa, aparținea Albaniei. Chiar pe aceste locuri se aflau Otena (Utic), Țovdec, Gardman și câteva alte regiuni din Albania istorică. În anii 80-90 romanii au întreprins o nouă campanie în Albania, fapt atestat de renumitul epitaf de la la poalele muntelui Beiukdaș, în Gobustan. Epitaful conține următoarele: „În timpul împăratului Domițian Cezar Augustus Germanicus, Lucius Iulius Maximus (centurion) al legiunii a XII-a Fulminata (a făcut această inscripție)”. Dar și de această dată romanii au eșuat și au fost nevoiți să părăsească granițele acesteia. La începutul sec. al II-lea în perioada războaielor victorioase ale împăratului Traian, dintre popoarele din Caucaz, numai albanii, din cauza poziției lor geografice extreme, nu au fost aduși în stare de supunere față de Roma. 
Primele decenii ale sec. al II-lea se caracterizează prin întărirea statelor caucaziene. Regatul Alban a fost, cu mici exceptii de-a lungul istoriei sale, principalul aliat al Regatului Armeniei Mari, cu ai carui conducatori se închegau adesea relații matrimoniale tradiționale. Romanii, așa cum se arată într-unul din izvoare, au avut cu „armenii, albanii și iberii cele mai bune relații de prietenie.... Hadrian îi copleșea din toată inima cu daruri pe regi, însă aceștia nu onorau invitațiile lui de a veni la el”. Referitor la istoria Albaniei începând cu sec. al II-lea și până la jumătatea sec. al III-lea nu au ajuns date până în zilele noastre. Posibil ca aceasta să fi fost o perioadă de pace, fie că Roma ca și Parția, sleite de puteri din cauza războaielor, nu au putut să se amestece activ în această perioadă în treburile regatelor din regiunea caucaziană.

## Rivalitatea romano-partă și cucerirea Sasanidă
Teritoriul Albaniei Caucaziene se întindea de la Caucazul Mic și cursul inferior al râului Kura până la ramificațiile nord-estice ale lanțului muntos al Caucazului Superior. Albanii, după cum scrie Strabon, trăiau „între iberi și Marea Caspică”. Izvoarele scrise atestă diferențierea pe clase, în funcție de avere, existența în Albania epocii elenistice a populației libere, a pauperilor și aristocrației, a sclavilor bisericii si preoților păgâni. Albanii aveau monedă și monetărie proprie, armată și rege.
În sec. I-II î.e.n. regii albani au devenit pentru scurt timp vasalii Imperiului Armeniei Mari, în vremea lui Tigranes al II-lea, cel Mare. Acest a anexat și regiuni întinse locuite de albani și de triburile ibere. În anii 60 ai secolului I î.e.n. albanii, ca și alte populații din Transcaucazia, au fost nevoiți să lupte împotriva agresiunii Imperiului Roman, care începuse cucerirea de noi teritorii. În anul 69 î.e.n. legiunile lui Lucullus au năvălit în Armenia. Printre aliații care au trebuit sa vină în ajutorul regelui armean Tigranes al II-lea, s-au și trupele albanilor. Totuși, în ciuda forțelor importante adunate de coaliția împotriva Imperiului Roman, Tigranes al II-lea a fost învins. Însa din cauza iernii aspre, a epuizarii fizice și a hărțuielii neîncetate, romanii lui Lucullus au trebuit sa se retragă. Pompeius, care l-a înlocuit pe Lucullus a făcut pace cu vârstnicul rege armean. El i-a luat pământurile cucerite anterior, inclusiv cele albane, și l-a declarat în schimb „prietenul și aliatul poporului roman”, în fapt, rege clientelar.
Nu după mult timp albanii a fost nevoiți să-și apere ținuturile proprii de atacul din partea lui Pompeius care și-a trimis în Albania armatele în anul 66 î.e.n. În fruntea albanilor se afla regele Orois care inițial a luat decizia să atace pe romani cu o armată formată din 40 000 de soldați. Albanii au fost înfrânți, iar Orois a fost nevoit și el să ceară romanilor pacea. Nefericit a fost pentru albani și finalul unei alte bătălii, de lângă râul Alazan, în anul 65 î.e.n. Detașamentele de avangardă erau comandate de Kosis, fratele regelui, care a murit în timpul bătăliei. Celelalte forțe erau conduse de însuși regele Albaniei. Conform datelor autorilor din antichitate, albanii aveau o armată destul de mare – 60 000 infanteriști și 22 000 călăreți. În luptele cu romanii au luat parte și femeile albane, dând naștere, după câte se pare, legendei conform căreia albanii ar fi apelat la ajutorul amazoanelor. De data aceasta Orois a cerut pacea, trimițându-i lui Pompeius o scrisoare și daruri. Pompei nu a reușit să înfrângă în totalitate rezistența popoarelor caucazului și să transforme regatele lor  
în provincii ale Imperiului roman.
Un eveniment important în viața Albaniei în cea de a doua jumătate a sec. I e.n. l-a constituit instalarea dinastiei parte Arsacide care s-a aflat la conducere, cu mici întreruperi, până la începutul sec. al VI-lea. Noua casă regală a Arsacizilor a dus o politică flexibilă, consolidând pozițiile Albaniei pe plan extern. În anii 80-90 romanii au întreprins o nouă campanie în Albania, fapt atestat de renumitul epitaf de la la poalele muntelui Böyükdaș în Gobustan. Epitaful conține următoarele: „În timpul împăratului Domițian Cezar Augustus Germanicus, Lucius Iulius Maximus (centurion) al legiunii a XII-a Fulminata (a făcut această inscripție)”. Dar și de această dată romanii au eșuat parțial și au fost nevoiți să părăsească granițele Albaniei. La începutul sec. al II-lea în perioada războaielor victorioase ale împăratului Traian, dintre popoarele din Caucaz, numai albanii, din cauza poziției geografice extreme, nu au fost aduși în stare de supunere față de Roma. 
Primele decenii ale sec. al II-lea se caracterizează prin întărirea statelor caucaziene, urmate de un declin cauzat de lipsa centralismului. În anul 226 în Iran a venit la putere dinastia Sasanizilor. În timpul cârmuirii acestora Iranul s-a transformat repede intr-un stat puternic, ceea ce a influențat în mod direct soarta popoarelor și statelor caucaziene. Statul Sasanid a cucerit Atropatene și Tebriz a devenit o cetate de scaun a guvernatorului Sasanid. Zoroastrismul, care era credința predominantă în Atropatene, a fost declarat la sfârșitul sec. al IV-lea religia oficială a statului sasanid. Sasanizii au anexat treptat Albania Caucaziana, Armenia și Iberia, acum devenite creștine. Cu toate acestea, în perioada de la începutul Evului Mediu, Albania își păstra înca independența relativă și structurile feudale proprii, luptând împotriva împaraților sasanizi și chiar bizantini. 
Ca urmare a dezvoltării ulterioare a economiei în sec. III-IV, în Caucazul de Sud au început sa se dezvolte relatiile feudale. În secolul al IV-lea d.Hr. cele trei regate sud-caucaziene – Kartli, Armenia și Albania au adoptat creștinismul. Până la introducerea creștinismului, în Albania erau răspândite credințele păgâne, dar afirmarea noilor relații sociale a dus la lichidarea zoroastrismului. Înainte de sec. al V-lea orașul de scaun al Albaniei Caucaziene era Kabala (Qəbələ), iar din sec. al V-lea până în sec. al VII-lea inclusiv – Partav (Bərdə actuală).
În Albania locuiau mari principi, catolicoși, arhiepiscopi, episcopi, preoți, magistrați, feudali mai mărunți, oameni liberi, meștesugari. Țărănimea era împarțită în crescători de animale, agricultori și pomicultori. Populația Albaniei trebuia să plătească impozit. Cea mai mare parte a pământului din Albania o constituia proprietățile moștenite ale domnitorilor albani. Un alt mare proprietar de pământ era biserica. Pentru întârirea dominației proprii, feudalii albani au folosit religia creștină care a început să se răspândească în Albania la începutul sec. al IV-lea în timpul domniei lui Urnair. Toate cele trei state caucaziene aveau alfabete speciale, cultură, literatură. Cea mai veche biserică păstrată Caucazul răsaritean (anul 313) încă există încă în raionul Șəki (satul Kiș) din Azerbaidjan. După anul 387 Albania s-a aflat sub influența Sasanizilor din Iran. Dar cu toate aceastea, războaiele dintre Roma, mai târziu Bizanț și Iran pentru Caucaz au continuat până la venirea arabilor. Bizanțul susținea confesiunea ortodoxă diofizită care domina în Albania și Kartli, iar Iranul pe cea nestoriană din Mesopotamia. 
În sec. IV teritoriul Albaniei Caucaziene a fost supus unor nenumărate năvăliri pustiitoare din partea diferitelor triburi caucaziene din Nord. În sec. V – VI se intensifică năvălirile hunilor, iar în sec. al VI-lea în Azerbaidjan, prin trecătoarea Derbend, de multe ori au navalit khazarii. În secolul VII, de partea Bizanțului a participat la razboiul împotriva Iranului și Imperiul Khazar. Acesta a ocupat Albania Caucaziana cu multa sălbaticie, contribuind la devastarile începute înca din vremea invaziei hunilor. În anii 80 sec. al V-lea, la sud de Araxes a început o nouă manifestare populară – mișcarea mazdakiților care a cuprins Iranul si Azerbaidjanul iranian de azi. Conducatorul acesteia era Mazdak, care a luptat pentru înlăturarea inegalității și distribuirea justă a bunurilor materiale. Mișcarea mazdakiților a fost înăbușită în anul 529.
La sfârșitul sec. al VI-lea și începutul sec. al VII-lea în Albania caucaziană s-a instaurat dinastia Mihranizilor.